# Малая Супоевка
Малая Супоевка (укр. Мала Супоївка) — село, входит в Згуровскую поселковую общину Броварского района Киевской области Украины. До 2020 года входило в состав Згуровского района.
Население по переписи 2001 года составляло 576 человек. Почтовый индекс — 07644. Телефонный код — 4570. Занимает площадь 3,643 км². Код КОАТУУ — 3221984001.

## Местный совет
07644, Київська обл., Згурівський р-н, с. Мала Супоївка, вул. Роговця, 4а